# Brantley County
Brantley County är ett administrativt område i delstaten Georgia, USA, med 18 411 invånare. Den administrativa huvudorten (county seat) är Nahunta. 

## Geografi
Enligt United States Census Bureau har countyt en total area på 1 159 km². 1 151 km² av den arean är land och 8 km² är vatten.

### Angränsande countyn
- Wayne County, Georgia - nordost
- Glynn County, Georgia - öst
- Camden County, Georgia - sydost
- Charlton County, Georgia - sydväst
- Ware County, Georgia - väst
- Pierce County, Georgia - nordväst